# كمق
كمق هي قرية في مقاطعة كوثر، إيران. عدد سكان هذه القرية هو 166 في سنة 2006.